# タルタルステーキ

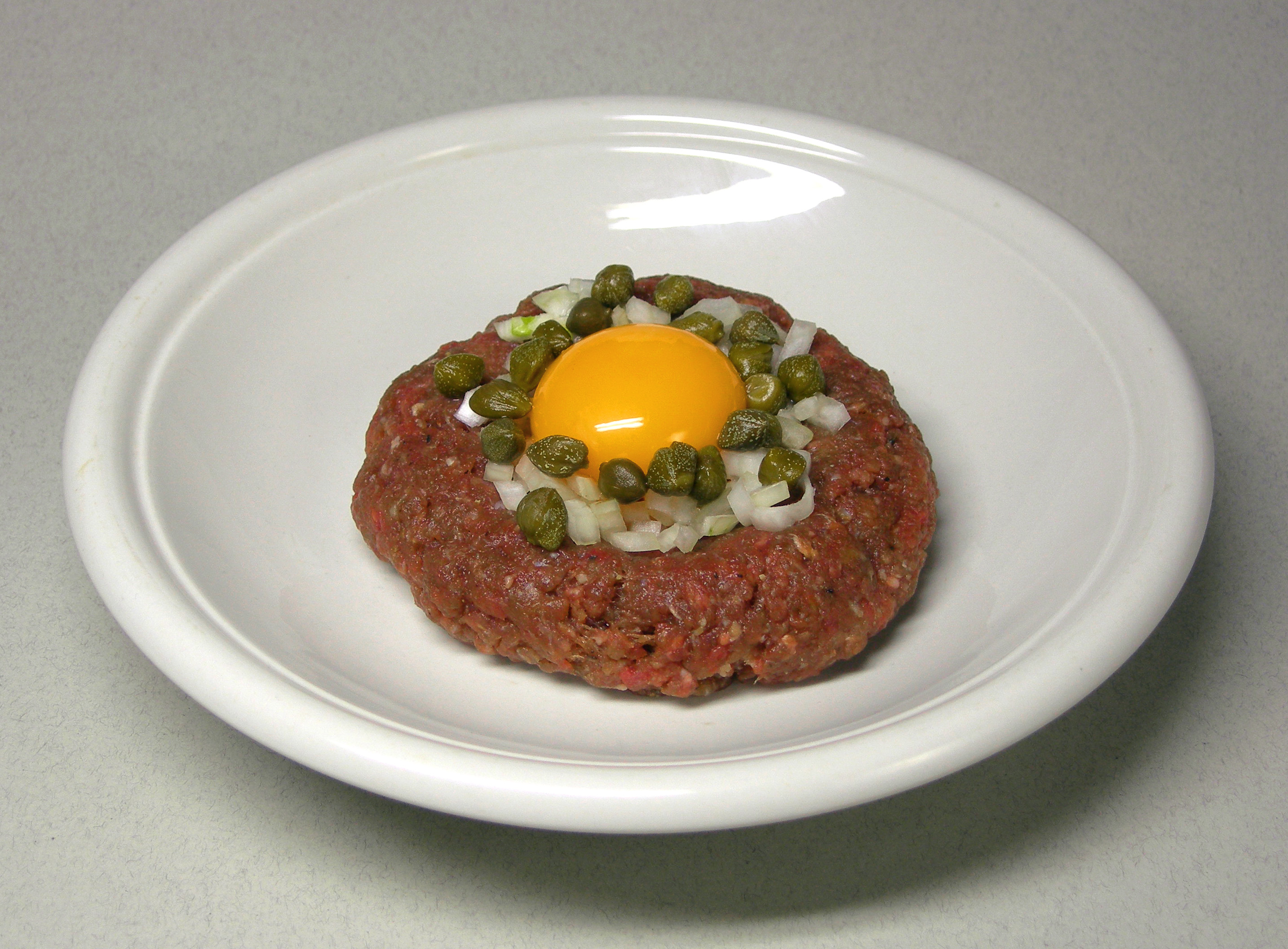
牛肉のタルタルステーキ

タルタルステーキ（tartar steak、Steak tartare）は、肉料理のひとつ。牛肉または馬肉を粗いみじん切りにし、オリーブオイル、食塩、コショウで味付けし、タマネギ、ニンニク、ケッパー、ピクルスのみじん切りなどの薬味と卵黄を添えた料理。熱をかけて加工することなく、生肉のまま、全体が均一になるように混ぜて食べる。日本ではマグロなどの赤身の魚が使われることも多い。

## 起源
タルタルステーキの名前は、「タルタル人」に由来している。タルタル人とは、東ヨーロッパの人々がモンゴル帝国の遊牧民たちを指して言ったタタールが、西ヨーロッパでギリシア語のタルタロスの影響を受けて訛ったものである。14世紀にモンゴル帝国が解体した後も、長らくモンゴル帝国の遺民であるユーラシア内陸部、中央アジアや北アジアのモンゴル系、テュルク系、ツングース系の諸民族を漠然と指す民族名として、20世紀まで使われ続けていた。
一般的に知られる説によると、タルタルステーキの調理法も、タルタル人から伝わったものである。モンゴル帝国当時の遊牧民たちは、遠征に際し、1人につき何頭も馬を連れていき、これらを乗用としてだけではなく、軍中の食料としても利用していた。しかし、乗用の馬は、食用に飼育された馬肉とは異なり、筋が多く、硬く食べにくかった。そこで、鞍の下に刀で細かく切った肉を入れた袋を置いて馬に乗り、自分の体重と馬の運動で潰してから味付けをして食べる食習慣があったとされる。ヨーロッパ料理のタルタルステーキは、このタルタル人たちの馬肉料理が起源と言われている。
しかし、ヨーロッパにこの料理が伝わると、農耕社会では馬は役畜であり、乗り潰す程に酷使することもなかったので、むしろ牛など別の家畜の肉が用いられるようになったという。また、生肉の生臭さを消すために、胡椒や香草を多用したのも、ヨーロッパにおける創案とされる。
別の説では、タルタルステーキは、純粋にヨーロッパで生まれた料理とされる。この説は、生の挽肉を食べるということから蛮族風ステーキという意味で、当時蛮族の代名詞であったタルタル人の名をつけたとする。
挽肉の焼肉料理であるハンバーグは、タルタルステーキを焼いて食べ易くしたものが起源とされ、その名前は発明された地名であるドイツのハンブルクに由来する。ただしドイツではこれをハンバーグステーキとは呼ばず、フリカデレと呼んでいる。また、この種の遊牧民の生肉料理は朝鮮に伝来しユッケの元になっている。

## 日本における食品衛生基準
日本では2011年（平成23年）4月に発生したユッケ集団食中毒事件を受け、日本国内すべての飲食店でタルタルステーキを含む牛肉などの生食による提供が自粛された。
同年10月より、以前から存在した厚生労働省による牛肉を含む生食用食肉の衛生基準が罰則の付いた厳格なものに改められた。調理牛肉の規格基準対象として「ユッケ、タルタルステーキ、牛刺し及び牛タタキ」が明記され、適切な仕入れおよび調理手順を踏む場合に限り、再び店舗での提供が可能となったほか、一般消費者による通販などでの生食用の牛肉購入も再び可能となった｡